# (4283) Stöffler
(4283) Stöffler, désignation internationale (4283) Stoffler, est un astéroïde de la ceinture principale.

## Description
(4283) Stöffler est un astéroïde de la ceinture principale. Il fut découvert le 23 janvier 1988 à l'Observatoire Palomar par Carolyn S. Shoemaker. Il présente une orbite caractérisée par un demi-grand axe de 2,35 UA, une excentricité de 0,17 et une inclinaison de 24,2° par rapport à l'écliptique.

## Compléments